# Камбон-ле-Лавор
Камбо́н-ле-Лаво́р (фр. Cambon-lès-Lavaur, окс. Cambon de La Vaur) — коммуна во Франции, находится в регионе Юг — Пиренеи. Департамент — Тарн. Входит в состав кантона Лавор-Кокань. Округ коммуны — Кастр.
Код INSEE коммуны — 81050.

## География

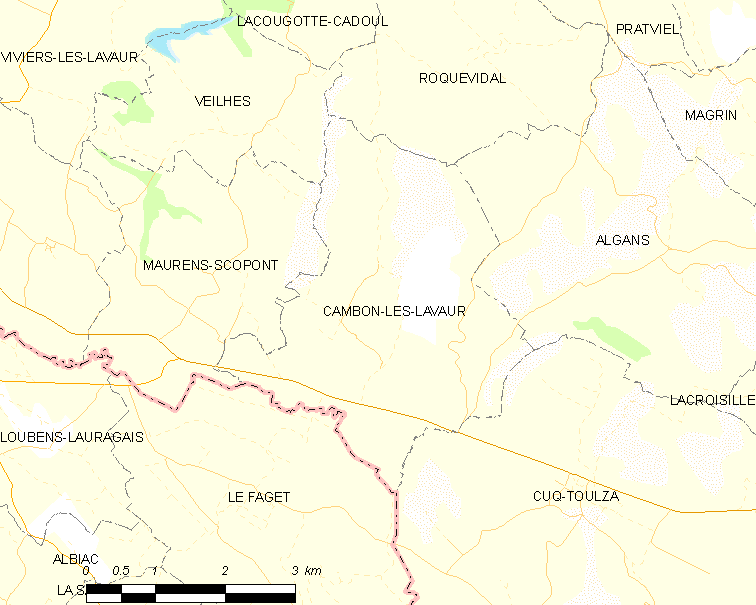
Карта коммуны

Коммуна расположена приблизительно в 590 км к югу от Парижа, в 34 км восточнее Тулузы, в 45 км к юго-западу от Альби.
На юго-западе коммуны протекает река Жиру.

## Климат
Климат умеренно-океанический. Зима мягкая и дождливая, лето жаркое с частыми грозами. Ветры довольно редки.

## Население
Население коммуны на 2010 год составляло 262 человека.
| 1962 | 1968 | 1975 | 1982 | 1990 | 1999 | 2010 |
| ---- | ---- | ---- | ---- | ---- | ---- | ---- |
| 264  | 237  | 193  | 181  | 186  | 208  | 262  |

## Экономика
В 2007 году среди 177 человек в трудоспособном возрасте (15—64 лет) 118 были экономически активными, 59 — неактивными (показатель активности — 66,7 %, в 1999 году было 71,1 %). Из 118 активных работали 103 человека (62 мужчины и 41 женщина), безработных было 15 (8 мужчин и 7 женщин). Среди 59 неактивных 26 человек были учениками или студентами, 11 — пенсионерами, 22 были неактивными по другим причинам.